# Josep Maria Franqués Bru
Josep Maria Franqués Bru (Riudoms 12 d'agost de 1912 - Reus, segle xx) va ser un advocat i periodista català.
Era fill de Francesc Franqués Roca, pagès i comerciant de Riudoms, i de Bernardina Bru Olivé, de l'Espluga de Francolí. Als 10 anys, després de d'aprendre les primeres lletres a Riudoms al col·legi de les monges, va anar a Reus, intern, al Col·legi dels «Padres» de l'orde de la Sagrada Família, on va fer una part del batxillerat. Va seguir estudiant al col·legi de Pares Escolapis a Vilanova i la Geltrú i va anar a Barcelona on va cursar la carrera de Dret. Va acabar-la amb 22 anys (1935), i com que per exercir n'havia de tenir 23, va entrar a treballar de passant fins que va esclatar la guerra civil. Dos o tres anys abans de començar la guerra es va afiliar a la Federació de Joves Cristians de Catalunya i va iniciar-se en el periodisme a les pàgines del diari catòlic El Matí, on va publicar molts articles d'apostolat cristià.
Amagat durant la guerra civil, l'any 1941 era advocat militar al Govern Militar de Barcelona, i va ser l'advocat ponent al judici celebrat contra l'alcalde republicà de Rubí Pere Aguilera.
Va tornar a Reus on va obrir un bufet d'advocat, sense deixar el contacte amb Riudoms, on va ser director de la revista Om. A Reus es va vincular a la política local i va ser regidor a l'Ajuntament durant sis anys, amb l'alcalde Joan Bertran. Amic de Carles Giró, va ser sotsdirector del Setmanari Reus, on publicava una columna titulada «Hablando en serio» que signava amb el nom de «Jeremías» i on tractava temes de l'actualitat local. A partir de l'1 de gener de 1983, en va ser el director. Era membre de la Junta d'Administració del Santuari de Misericòrdia, i va ser, durant 34 anys, vocal tresorer de la Junta de la Cambra de la Propietat Urbana de Reus.